# التويني
التويني هي قرية في ناحية قلعة المضيق التابعة لمنطقة السقيلبية في محافظة حماة في سوريا.
تقع قرية التويني في سهل الغاب شمال غرب مدينة حماة وتبعد عنها مسافة 60 كم. وتبعد عن مدينة أفاميا الأثرية 4 كم غربًا.